# Макбрайд, Уилл
Уилл Макбрайд (англ. Will McBride; 10 января 1931[…], Сент-Луис, Миссури — 29 января 2015[…], Берлин) — американский фотограф, художник, иллюстратор, скульптор.

## Биография
Уилл Макбрайд вырос в Чикаго. Учился в Вермонтском университете, затем в Чикагском институте искусств.
Диплом получил уже в Сиракьюсском университете в 1953 году, после чего проходил военную службу в Германии до 1955 года.
В 1956 году Макбрайд обосновался в Берлине в качестве независимого фотографа. Он делал фоторепортажи для таких изданий как, Life, Stern, Quick и twen. В 1960-е годы он становится достаточно значимым фотоисториком, освещающим политическую и социальную жизнь Германии того времени. Но его интересы не ограничивались одним освещением событий. Также ему было интересно затрагивать интимную сторону жизни человека. Как фотограф он сформировался в Германии, где и жил до конца жизни. Многие его работы сосредоточены главным образом на наготе подростков, из-за чего они были подвергнуты цензуре в некоторых странах, особенно после публикации в 1975 году его книги «Покажи мне!» (нем. Zeig Mal!) о сексуальности. В 1980 году Макбрайд вернулся в Германию и возобновил занятия живописью и скульптурой.